# عبد العزيز المقرن
عبد العزيز بن عيسى بن عبد المحسن المقرن المشهور اختصاراً باسم عبد العزيز المقرن هو مواطن سعودي من مواليد عام 1974 وهو زعيم تنظيم القاعدة في المملكة العربية السعودية حتى مقتله في 18 يونيو 2004 في عملية أمنية في حي الملز في الرياض.

## حياته
نشأ المقرن في عائلة من الطبقة المتوسطة بالرياض ولم يكمل تعليمه الثانوي. تزوج في سن ال 19 وكان له ابنة واحدة فترك زوجته في حوالي 1988 لمحاربة السوفييت في أفغانستان في وقت لاحق وقاتل في البوسنة والهرسك. وفي سنة 1990 كان يدير تهريب الأسلحة من إسبانيا إلى الجزائر. وقعت معظم تدريباته في معسكرات الجهاديين في أفغانستان. وشارك في حربه ضد القوات الإثيوبية في أوغادين.